# Утворення озер
Озера утворюються в замкнених зниженнях на суходолі, які виникають в результаті прояву ендогенних (внутрішніх) та екзогенних (зовнішніх) процесів. Ендогенні процеси створюють великі нерівності земної поверхні: гори та вулкани, западини, розломи земної кори. Екзогенні процеси створюють мілкіші нерівності ерозійного, льодовикового, еолового, карстового, зсувного рельєфу. Тому озерні улоговини за будовою відрізняються більшою різноманітністю.
За способом утворення виділяють понад 70 типів озерних улоговин. Частіше всього на Землі зустрічаються озера тектонічного, льодовикового, ерозійного, карстового чи еолового походження. Значно рідше можна зустріти вулканічні і зовсім рідкісні є метеоритні озера. Будова озерних улоговин, форма, величина, глибина і навіть деякі властивості води багато в чому залежать від походження самого озера. Про утворення можна судити й лише по зовнішньому вигляду. Витягнуті, глибокі озера з крутими схилами частіше всього утворені тектонічними процесами. Мілководні озера з сильно розчленованими берегами і численними островами, як правило, мають льодовикове походження. Зовсім невеликі, але відносно глибокі озера пов'язані з карстовими процесами.

## Тектонічні озера
Найбільші та найглибші озера — тектонічні. Вони займають западини, що утворились в результаті тектонічних рухів земної кори: розломи (рифти), скиди, грабени, міжгірні та рівнинні прогини. За площею та глибиною деякі тектонічні озера перевищують моря. Каспійське та Аральське озера не просто називають морями. Каспійське озеро в 4 рази більше за Біле море, майже втричі більше за Адріатичне море та вдвічі більше за Егейське море. Найглибші озера світу — Байкал та Танганьїка — значно глибші за такі моря, як Баренцеве, Карське чи Східно-Сибірське.
З великим розломом земної кори — Східно-Африканським грабеном — пов'язана система великих озер: Туркана, Альберт, Едвард, Танганьїка та Ньяса. На місці велетенських скидів утворились западини Великих озер Північної Америки: Верхнє, Гурон, Мічиган, Ері та Онтаріо. Найбільші озера Європи — Ладозьке та Онезьке — мають скидове походження. До тектонічних розломів приурочені численні озера Скандинавії, Фінляндії, Карелії та Кольського півострова: Венерн, Веттерн, Меларен, Імандра, Умбозеро, Ловозеро та Ковдозеро. В міжгірних прогинах знаходяться гірські озера Іссик-Куль, Телецьке та Каракуль. Відмінною рисою будови тектонічних озер є великі глибини, обривисті береги, стрімкі підводні схили, нерівне дно. Такі озера часто сильно витягнуті в довжину. Про це свідчить форма таких озер, як Байкал, Танганьїка, Ньяса, Мертве море, які займають глибокі та витягнуті грабени.

### Рифтові (розломні) озера
До рифтових озер, які утворились в розломах (рифтах) земної кори, відносяться всім відоме озеро Байкал. Воно знаходиться на півдні російського Сибіру в оточенні гірських хребтів, які піднімаються більш як на 1500 м над поверхнею озера. Рівень Байкалу має відмітку 453 м над рівнем моря, а дно знаходиться на 1620 м нижче рівня Світового океану. Це найглибша озерна улоговина. Вважають, що саме в рифтах виникають розт

### Грабенні озера
Не менш відомі тектонічні озера, закладені в грабенах Східної Африки. Поверхня суходолу являє собою тут плоскогір'я, розбите системою глибоких велетенських розломів земної кори — грабенів, що протягнулись більш як на 1000 км з півночі на південь. На дні грабенів знаходяться великі прісноводні та мінеральні озера, гарячі джерела, а уздовж грабенів розташовані молоді вулкани. В таких грабенах утворились озера Танганьїка, Альберт, Едуард та Ківу. Озеро Танганьїка найбільше з них. До речі, воно є найдовшим прісноводним озером світу — довжина його 650 км, а ширина 40-80 км. Озеро дуже схоже за будовою з Байкалом. Найбільша його глибина — 1470 м. Дно, ускладнене западинами, в найглибшому місці лежить майже на 700 м нижче рівня моря, а поверхня має відмітку трохи більше 70 м над рівне Світового океану. На південний схід від Танганьїки, в іншому грабені, розташоване озеро Ньяса. Воно дуже схоже на свого сусіда, але трохи менше. Його також обмежовують високі брилові гори, нерідко стрімко обриваються до озера. Продовженням Східно-Африканського грабена є грабени, що простягаються на Аравійському півострові. В одному з них знаходиться затока Червоного моря Акаба, відоме Мертве море, долина річки Йордан, Тиверіадське озеро. Цей грабен довжиною 600 км та шириною 10-20 км має прямолінійні обриси долин-западин та великі глибини. В такій долині лежить одне з найвідоміших тектонічних озер світу — Мертве море, найсолоніше озеро планети. Тут поверхня плато, розсіченого грабеном, знаходиться майже на рівні моря, а рівень озера майже на 400 м нижче.

### Тріщинні озера
— підземні води, які містяться в тріщинуватій зоні скельних порід найрізноманітнішого складу і віку. Це різні кристалічні породи магматичного походження (граніти, базальти тощо), і метаморфічні, головним чином різні сланці. Досить численною є група скельних порід осадового походження (кварцити, щільні пісковики, деякі категорії перекристалізованих вапняків).
Кристалічні породи докембрійського і молодшого віку поширені в Україні, в Карельській АРСР, а також в азійській частині СРСР. Скельні породи осадового і магматичного походження — складові більшості гірських складчатих областей.
Наявність горизонтів підземних вод у скельних породах пояснюється тріщинуватістю, спричиненою різними процесами літогенетичного і тектонічного порядку, а також процесами вивітрювання.
Загальноприйнятої класифікації, основаної на умовах залягання тріщинних вод, немає. Але в практиці гідрогеологічних досліджень розрізняють такі основні групи тріщинних вод:
- власне тріщинні, приурочені до масивів кристалічних порід типу Балтійського та Українського щитів;
- пластово-тріщинні, зв'язані з тріщинуватими скельними породами осадового походження, наприклад, з шаром тріщинуватого пісковику, який підстелюється і перекривається водотривкими глинистими сланцями;
- карстово-тріщинні — проміжна ланка між тріщинними і карстовими водами (утворюються, коли первинною тріщинуватістю виявляються порушені розчинні або частково розчинні породи; циркуляція їх приводить до того, що поряд з дрібними первинними тріщинами утворюються грубіші карстові порожнини та канали).

## Вулканічні озера
Вулканічні озера утворюються при вибухах верхніх частин вулканів в кратерах, які являють собою воронки навколо жерла. Такі озера невеликі, округлої форми, однак відносяться до глибоководних. Діаметр їх зазвичай не перевищує 2-3 км, але глибина сягає декількох сотень метрів. 
Вулканічні озера зустрічаються у Тихоокеанському вулканічному кільці, на Японських островах. Їх також можна зустріти і в Європі, Африці, Австралії і Антарктиді. 

## Загатні озера
Загатні — виникли після перегородження долини гірської річки зсувами або обвалами гірських порід. До загатних належить озеро Синевир в Українських Карпатах.